# Itoku
Itoku (jap.懿徳天皇, いとくてんのう, Itoku-tennō) (29. godina cara Suizeija/553. pr. Kr. - 8. dan 9. mjeseca 34. godine cara Itokua/6. listopada 477. pr. Kr. bio je 4. japanski car  prema tradicijskom brojanju. Bio je poznat kao Ooyamatohikosukitomo no Mikoto (大日本彦耜友尊（おおやまとひこすきとものみこと).
O nadnevku njegova rođenja ne postoje pouzdani izvori. Konvencijski se uzima da je vladao od 15. dana 3. mjeseca 510. pr. Kr. do smrti 6. listopada 477. pr. Kr. (510. pr. Kr. - 476. pr. Kr.)). Po nekim autorima vjerojatno je živio u 1. stoljeću.

## Mitski car
Suvremeni znanstvenici došli su do pitanja je li ovaj car odnosno jesu li prvih devetorica mitskih careva uopće postojali. Itokuov potomak car Sujin prvi je za kojeg se veliki broj znanstvenika slaže da je možda i postojao. Ime Itoku-tennō posmrtno su mu dodijelile generacije koje su došle poslije.
Supruga mu je bila carica Omatojocuhime no Mikoto (天豊津媛命,あまとよつひめのみこと).

## Stare kronike
U kronikama Kojikiju i Nihon Shokiju zapisano je samo njegovo ime i rodoslov. 
Vjeruje se da je sin cara Anneija, a da mu je mati bila Nunasoko-Nakatsu-hime, koja je bila unuka Kotoshiro-Nushi-no-kamija. Japanci su tradicijski prihvatili da je ovaj car postojao u povijesti te mu postoji carska grobnica misasagi koju se održava. Ipak, ne postoje izvori koji bi potvrdili da je ova osoba zbilja vladala. Smatra se da je bio trećim od Kesshi Hachidai (欠史八代, osmorice nedokumentiranih vladara, Kesshi Hachidai), odnosno vladara bez posebnih legenda koje se odnose na njih.

## Grob
Nije poznato gdje je njegov grob. Ovog se cara tradicijski štuje u šintoističkom spomen svetištu (misasagi) u Nari.
Uprava japanskog carskog dvora označila je ovo mjesto kao njegov mauzolej. Nosi ime Unebi-yama no minami no Masago no tani no e no misasagi.